# 第一錫里特斯凱
47°7′36″N 30°25′0″E / 47.12667°N 30.41667°E
第一锡里特斯凱（烏克蘭語：Сирітське Перше）是位於烏克蘭西南部的村莊，由敖德萨州贝雷济夫卡区的茲納姆揚卡市鎮負責管轄。該村始建於1893年，面積0.52平方公里，海拔高度29米，2001年人口67，人口密度每平方公里128.85人。